# Katedra w Bazylei

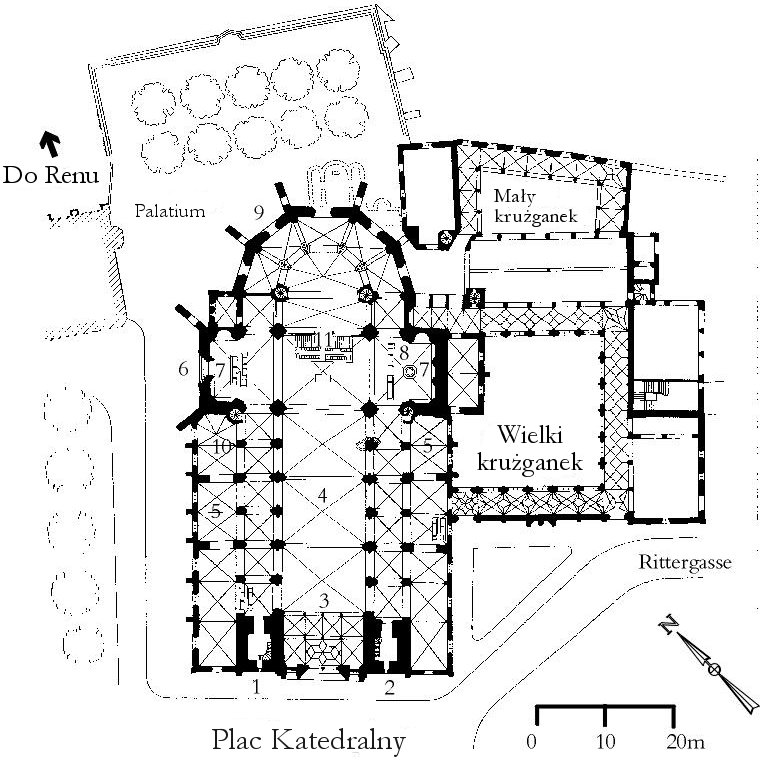
Katedra bazylejska: 1. Wieża Jerzego 2. Wieża Marcina 3. Organy i lektorium 4. Nawa główna 5.Kaplice i nawy boczne 6. Portal Gallusa z kołem fortuny 7. Transept 8. Chrzcielnica 9. Zewnętrzna ściana chóru 10. Płyta nagrobna Erazma z Rotterdamu 11. Ołtarz

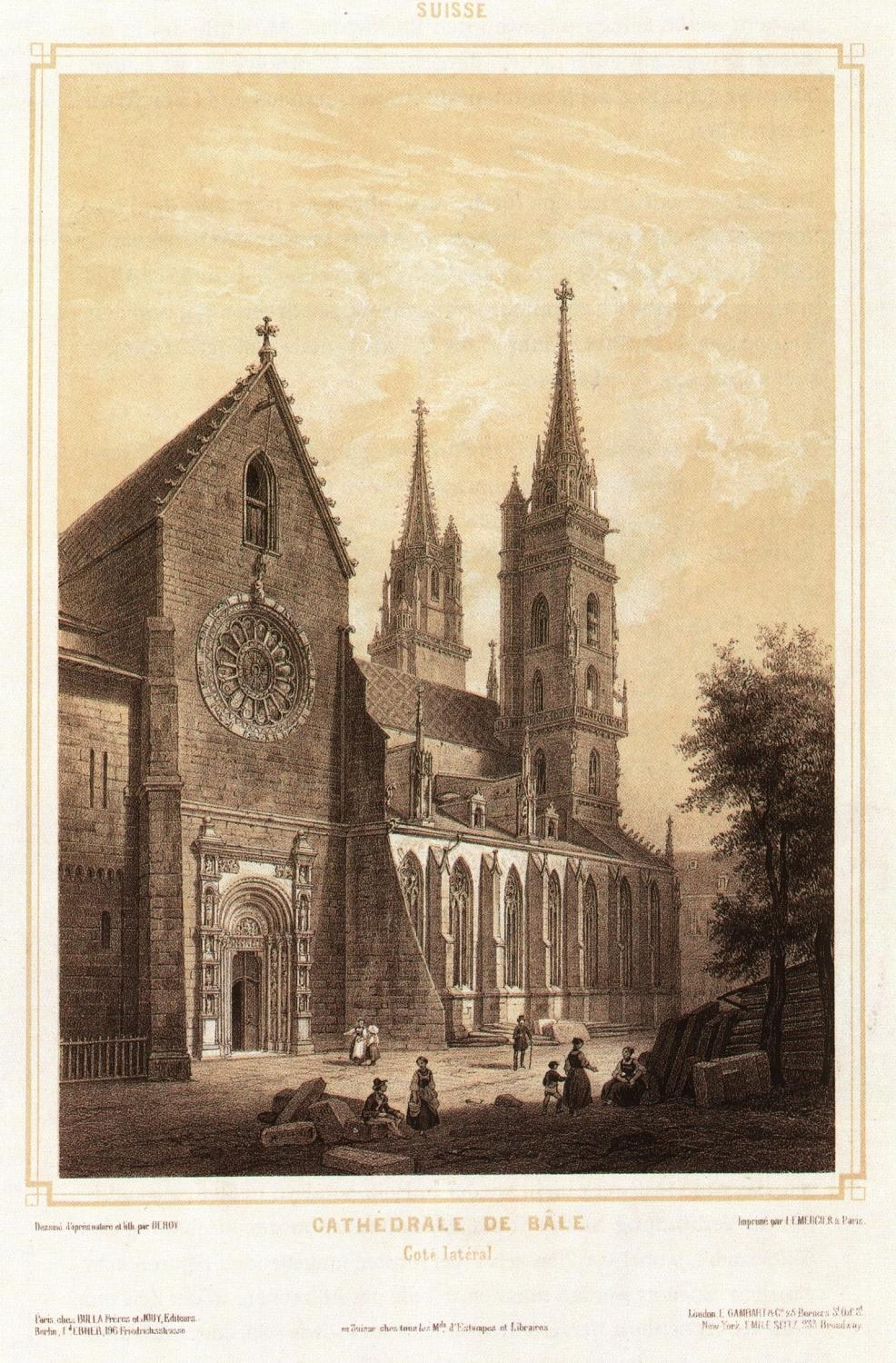
Litografia katedry bazylejskiej

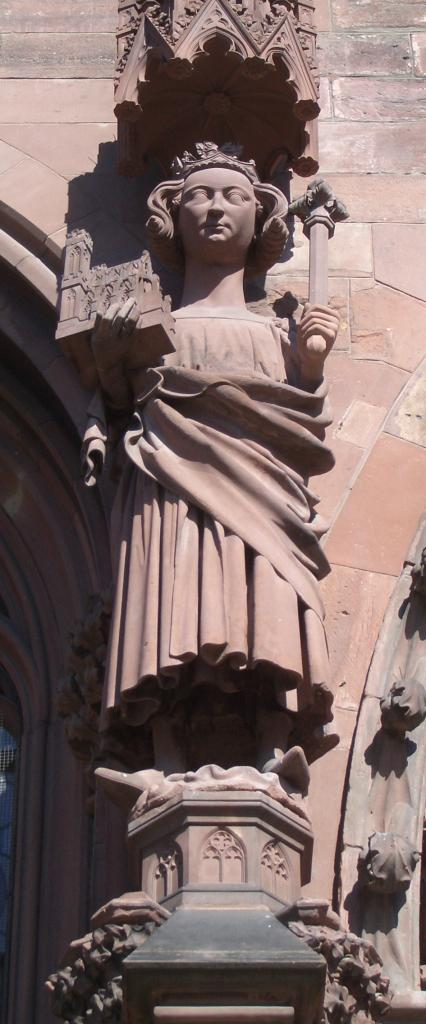
Rzeźba przy głównym portalu

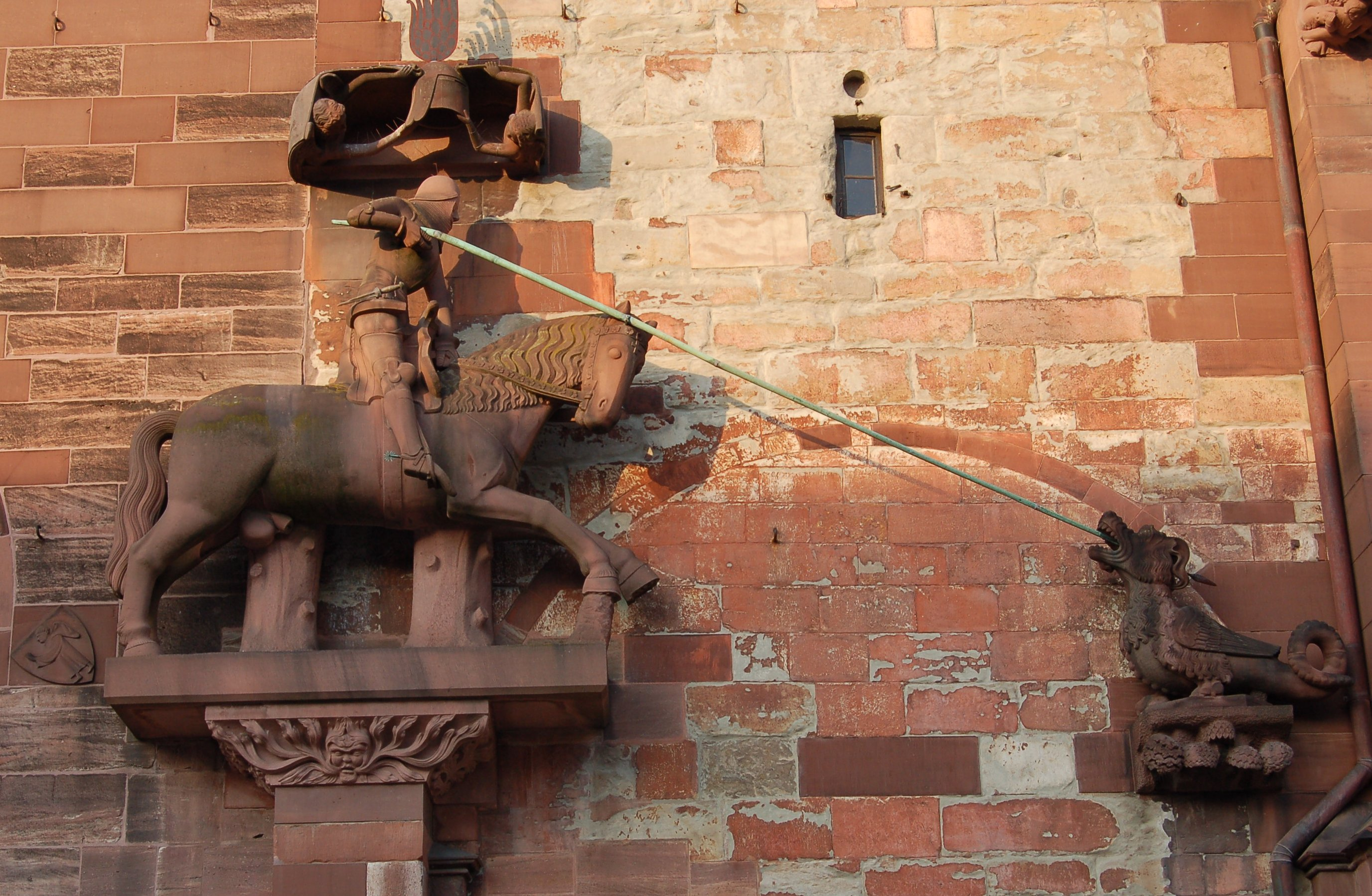
Przedstawienie świętego Jerzego – rycerza – na elewacji zachodniej

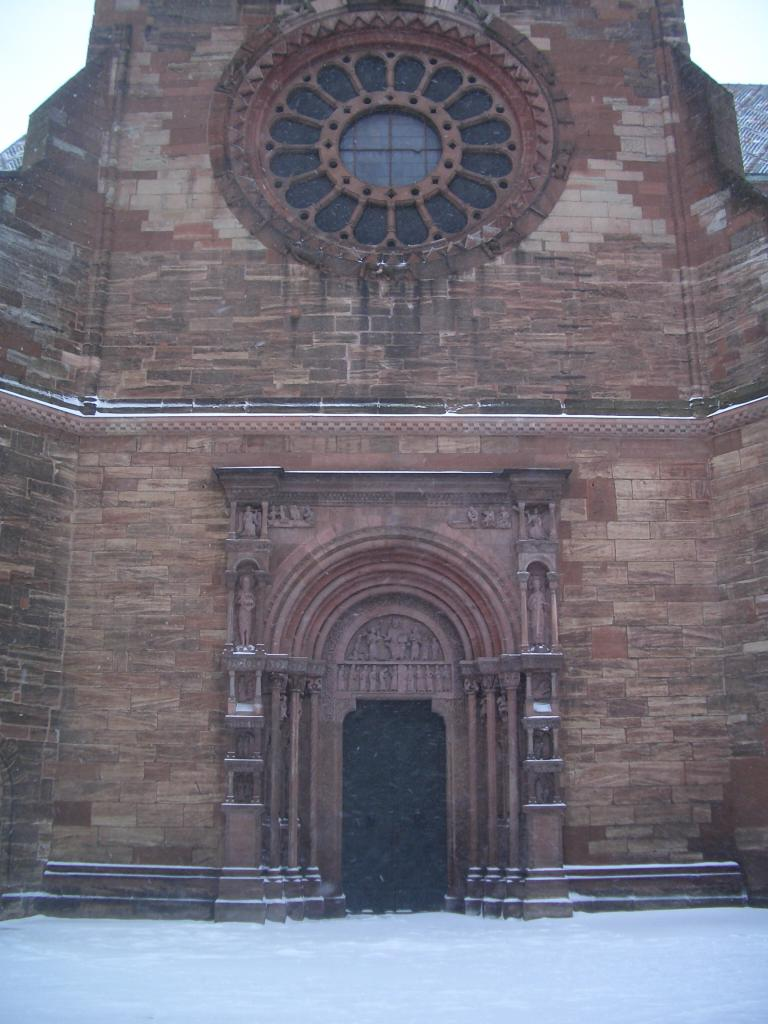
Portal Gallusa i "koło fortuny"

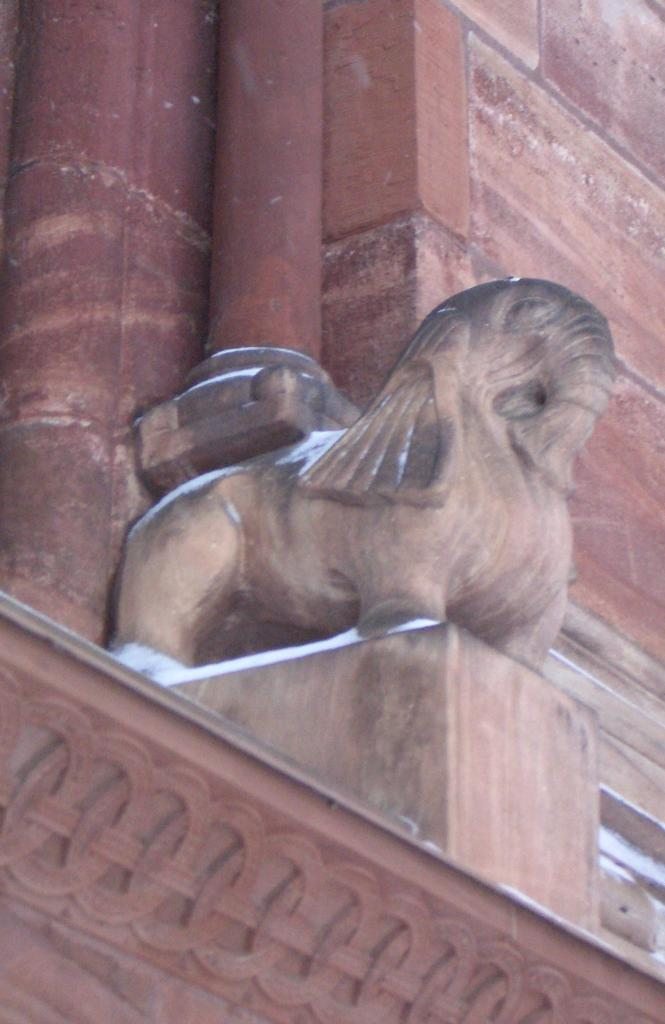
Rzeźba słonia

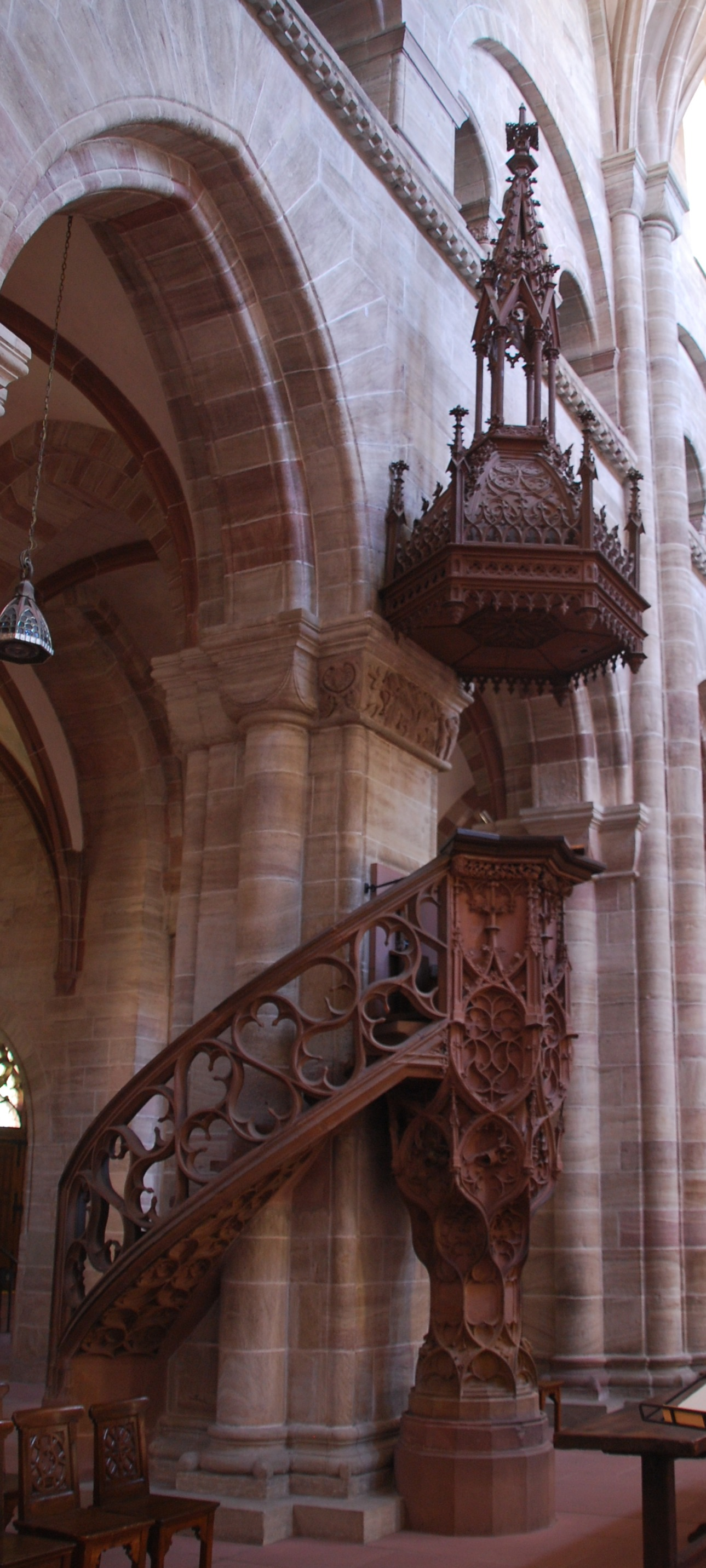
Późnogotycka ambona w nawie głównej

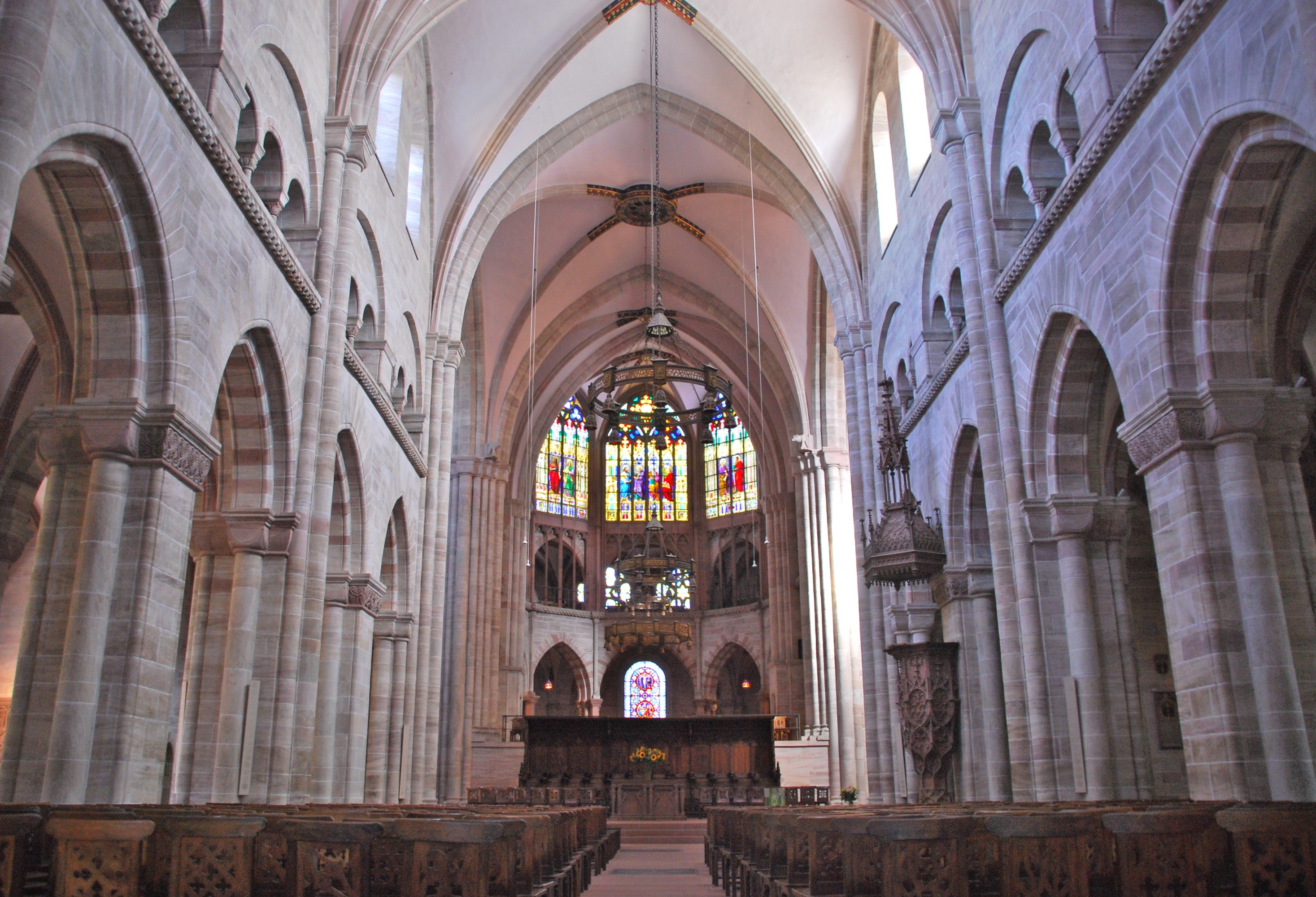
Nawa główna katedry bazylejskiej z widokiem na chór

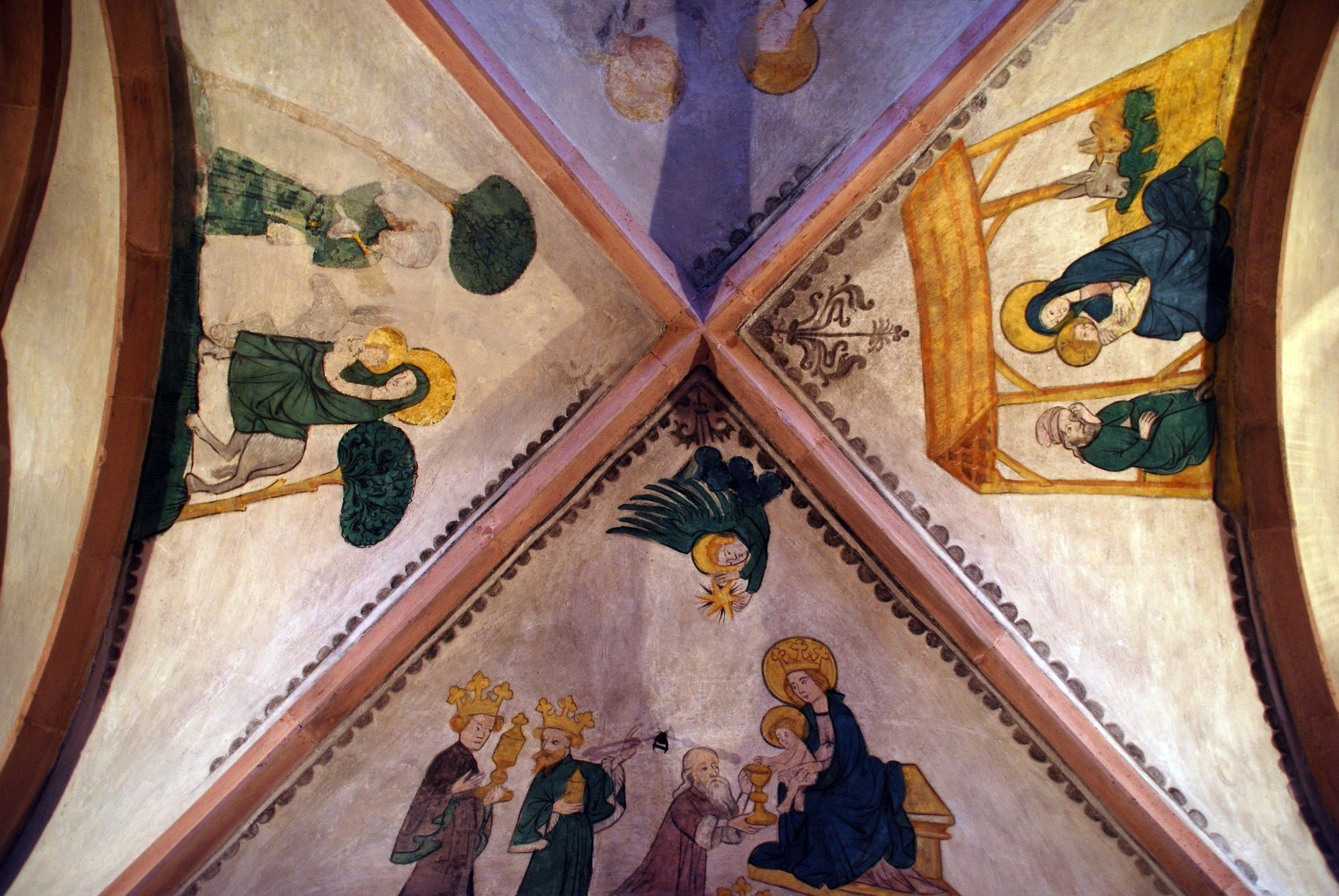
Późnogotyckie malowidła na sklepieniu w krypcie

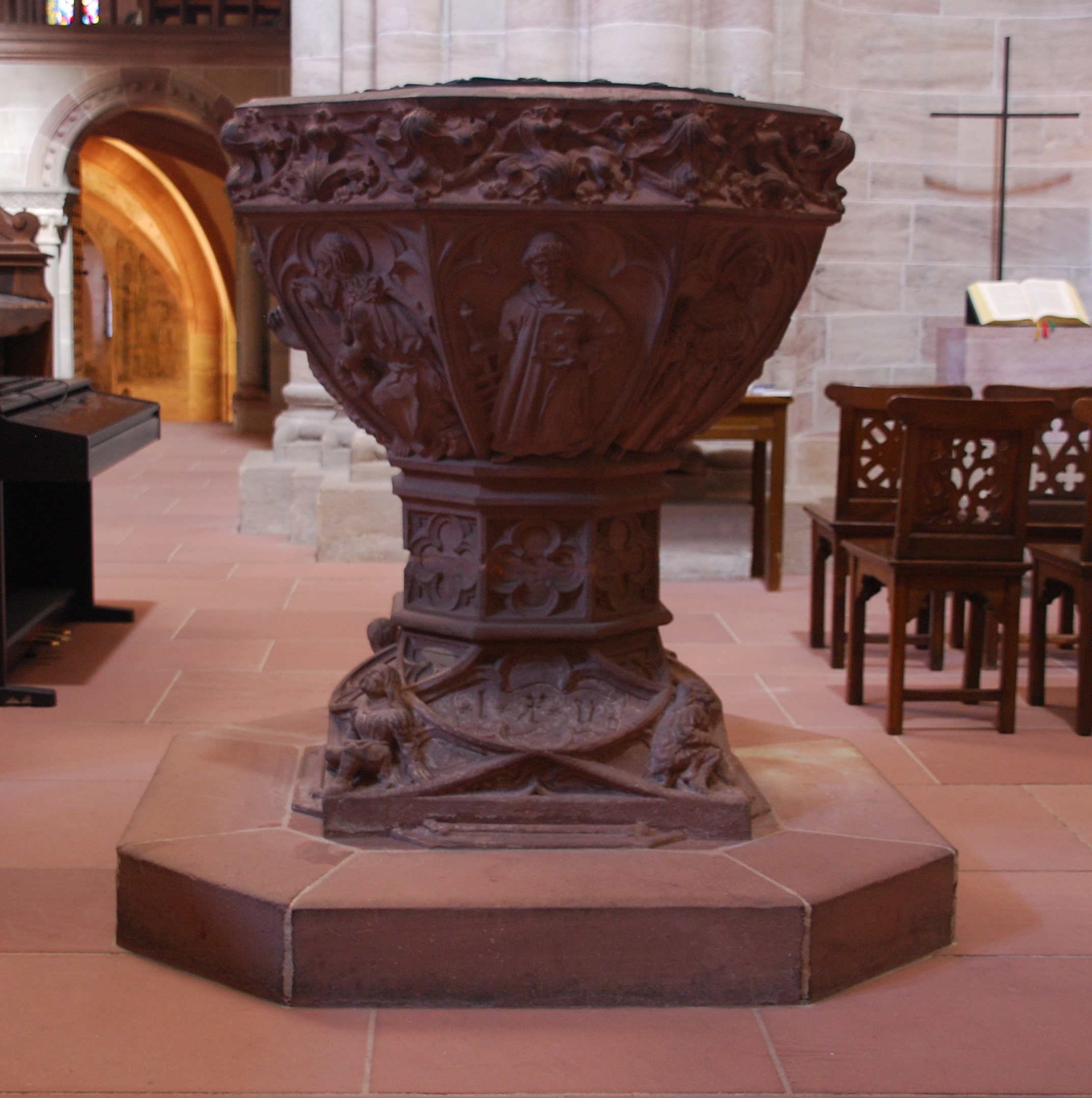
Chrzcielnica

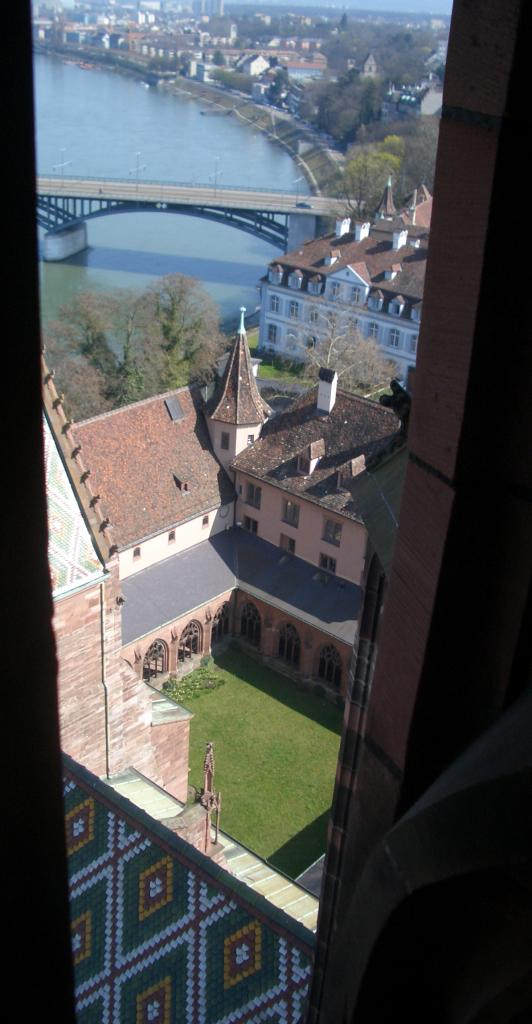
Wnętrze wielkiego krużganka

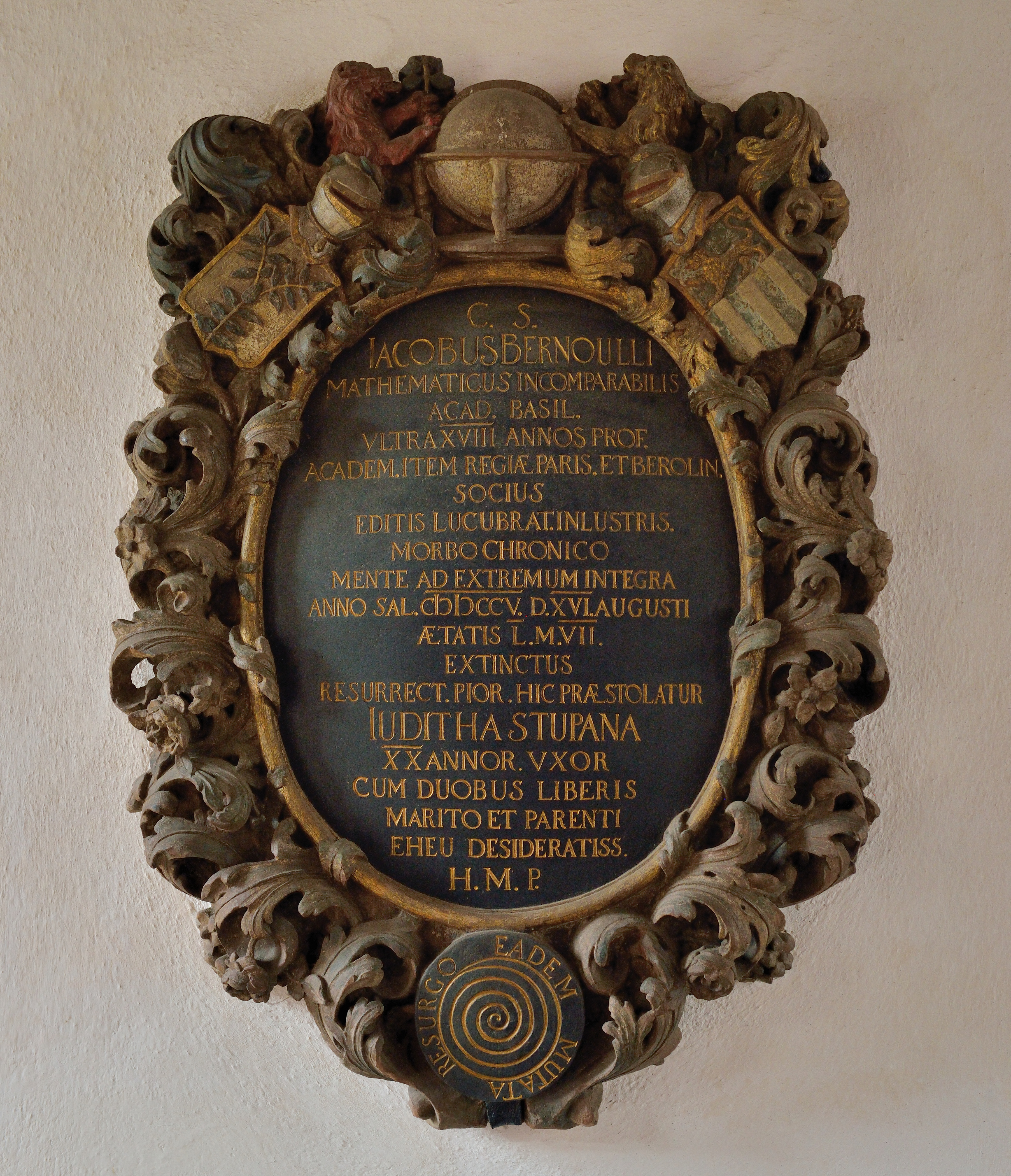
Epitafium Jakuba Bernoulliego

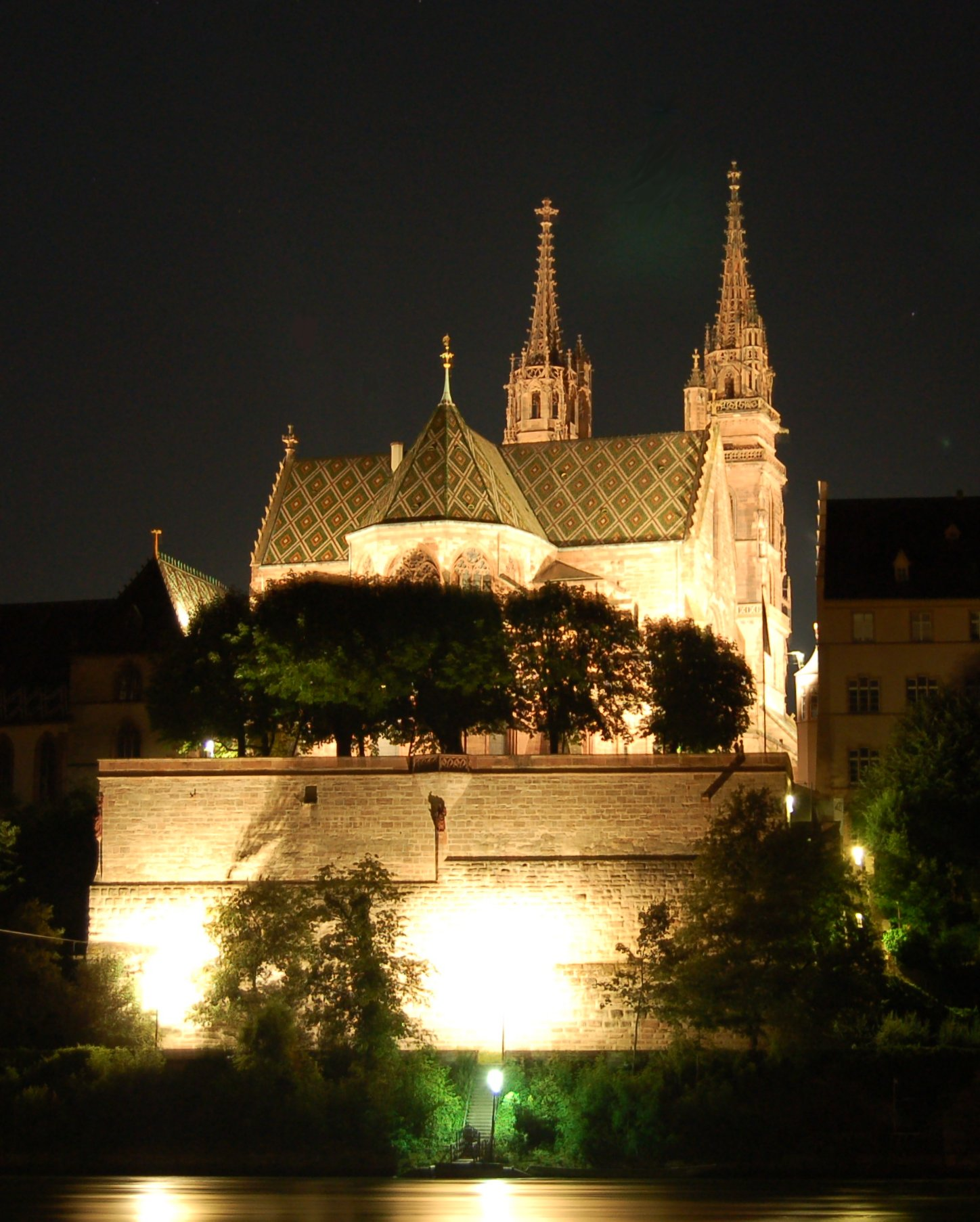
Widok katedry w nocy

Katedra w Bazylei (niem. Basler Münster) – kościół w Bazylei, powstały w kilku etapach między 1019 a 1500 rokiem w stylach romańskim i gotyckim.
Katedra w układzie bazylikowym z transeptem zbudowana jest z czerwonego  piaskowca. Ze względu na dwie smukłe wieże z ażurowymi zwieńczeniami i przenikające się pod kątem prostym dachy kryte barwnie szkliwionymi dachówkami jest charakterystycznym elementem widzianej od strony Renu panoramy starego miasta. Katedra jest obecnie miejską świątynią protestancką i stanowi jedną z głównych atrakcji turystycznych Bazylei.

## Historia

### Wcześniejsze budowle
Na Wzgórzu Katedralnym budowano już w czasach późnoceltyckich (I w. p.n.e.). Wykopaliska archeologiczne odkryły mur z czasów przedrzymskich (Murus Gallicus). Oprócz bramy można częściowo zrekonstruować ówczesny przebieg ulic. Jak dowodzą wykopaliska z lat 1966 i 1974, na miejscu obecnej katedry ulica rozdzielała się i okrążała budynek, który przypuszczalnie był świątynią. Rzymianie wznieśli później na tym miejscu warownię.
Jako pierwszy biskup Bazylei wymieniany jest Justynian (Justinianus; 343–346 r.) We wczesnym średniowieczu siedziba biskupa została przeniesiona z Kaiseraugst (Augusta Raurica) na Wzgórze Katedralne. Archeolog Hans Rudolf Sennhauser uważa za prawdopodobne, że przenosiny te miały miejsce za czasów biskupa Ragnachariusa, wcześniejszego mnicha z Luxeuil, na początku VII w. O budowie katedry przez bazylejskich biskupów w VIII w. nie wiadomo nic pewnego.

### Katedra Haitona – przedromańska
Skomplikowana historia powstania katedry obejmuje trwające ponad 500 lat budowy i przebudowy. Dokładne początki katedry pozostają niejasne. Pierwotny kościół karoliński, tzw. kościół Haitona, został wzniesiony w pierwszej połowie IX w. przez sprawującego urząd w latach 805–823 biskupa Bazylei o imieniu Haito, opata Reichenau nad Jeziorem Bodeńskim. Kształt rzutu katedry został zrekonstruowany na podstawie badań archeologicznych. Prawdopodobnie kościół Haitona składał się z jednej sali, wielu pomieszczeń bocznych wzdłuż dłuższej strony i dwóch okrągłych wież po zachodniej stronie. Wysunięta część zachodnia spowodowała wygięcie biegu prowadzącej z południowego wschodu Rittergasse. Od południa sąsiadował z kaplicą pałac biskupi – palatium. Nie wiadomo jak wyglądały partie wschodnie kościoła. Wiadomo natomiast, że posiadał kryptę pod prezbiterium. Także z wyposażenia nic nie ocalało.
Jak na swoją epokę katedra Haitona była nietypowa, gdyż w owych czasach w nowo wznoszonych kościołach zaczęły przeważać układy trójnawowe. Ponieważ budowla była kościołem salowym, zaliczała się do dawnego stylu, z drugiej strony jednak fasada dwuwieżowa należała do wcześniejszych fasad tego typu. W 917 katedra została zdemolowana podczas najazdu Węgrów. Nie jest jasne, w jakim stopniu ucierpiała – znany z przekazów pisanych fakt zniszczenia katedry nie znalazł jak na razie potwierdzenia przez badania archeologiczne. Po ostatecznym ustaniu najazdów, które trwały jeszcze do 932, powstał zapewne całkowicie nowy budynek, tzw. katedra Wicharda, nazwana od imienia biskupa z lat ok. 940–950.

### Katedra Henryka – wczesnoromańska
Na fundamentach poprzedniej budowli po nastaniu drugiego tysiąclecia biskup Adalberto II (ok. 999–1025) nakazał wzniesienie budowli ottońsko-wczesnoromańskiej. Nazwa trójnawowej katedry – Katedra Henryka (niem. Heinrich-Münster; czasem też zwana Tumem Adalberta – niem. Adalberto-Dom) nawiązuje do inicjatora jej wzniesienia – cesarza Henryka II, późniejszego świętego patrona miasta. Kościół został ufundowany przez Henryka II i jego żonę Kunegundę i konsekrowany w ich obecności 11 października 1019 przez Adalberta. Nosząca wezwanie Najświętszej Marii Panny budowla nie miała krypty, co wykazały wykopaliska prowadzone w latach 1973/1974. Około końca XI w. po zachodniej stronie wzniesiono wieżę z wapienia i mułowca. Mury te zachowały się i tworzą dolną część dzisiejszej wieży północnej (wieży św.Jerzego; Georgsturm). Katedra Henryka nie posiadała wieży po stronie południowej. W 1185 katedra spłonęła.

### Katedra późnoromańsko-gotycka
Dzisiejsza katedra opiera się głównie na budowli późnoromańskiej. Na fundamentach wcześniejszej budowli powstał kościół trójnawowy wzbogacony o transept (nawę poprzeczną). Chór był już ukończony w 1202 (poświęcenie głównego ołtarza przez biskupa Lütholda I), zaś nawy w 1225. W 1258 katedra została uszkodzona przez pożar. Prawdopodobnie po pożarze podwyższono Wieżę św. Jerzego do trzech kondygnacji, zaś w południowo-zachodnim narożniku dobudowano symetryczną do niej Wieżę św. Marcina. Katedra posiadała odtąd pięć wież: dwie na przedłużeniu naw bocznych w fasadzie zachodniej, dwie przylegające do transeptu i flankujące chór oraz wieżę nad skrzyżowaniem naw. W tym czasie powstały też pierwsze kaplice grobowe przylegające do naw bocznych.
Mimo stosunkowo masywnej konstrukcji bazylejskie trzęsienie ziemi 18 października 1356 zniszczyło pięć wież, różne części sklepienia i część krypty. Pod nadzorem mistrza budowlanego Jana z Gmünd z rodziny Parlerów po raz kolejny odbudowano zniszczony kościół. Formy gotyckie pojawiły się jedynie w odbudowywanych górnych partiach chóru, pozostałe części budowli odnowiono zaś z pozostawieniem dawnych form romańskich. Już w 1363 można było ponownie poświęcić główny ołtarz. W 1421 Ulrich von Ensingen, budowniczy wież katedralnych w Ulm i Strasburgu, rozpoczął rozbudowę północnej wieży św. Jerzego; prace ukończono w 1429. Południowa wieża św. Marcina (Martinsturm) została ukończona 23 lipca 1500 przez Hansa z Nußdorf (Hans von Nußdorf). Wraz z tą datą oficjalnie uznano katedrę za ukończoną. W XV w. powstały także krużganki wielki i mały (→ krużganek).

### Dalsze wydarzenia historyczne

#### Wybór papieża w katedrze bazylejskiej
Papież Marcin V powiadomił władze Bazylei w roku 1424, że miasto zostało wybrane jako miejsce następnego soboru. W latach 1431–1449 Sobór w Bazylei obradował nad przeprowadzeniem reform w Kościele. Gdy w roku 1438 ówczesny przewodniczący soboru Cesarini opuścił Bazyleę zgodnie z zaleceniem papieża Eugeniusza IV, wybrano rok później, 24 lipca 1440 Feliksa V jako antypapieża na bazylejskim Placu Katedralnym. Kiedy ten nie zdołał zyskać uznania, cesarz Fryderyk III nakazał rozwiązanie soboru. Jednym z następstw soboru było założenie w 1460 Uniwersytetu Bazylejskiego.

#### Zniszczenie obrazów przez ikonoklastów
Ikonoklazm ruchu reformacyjnego pozbawił Bazyleę w latach 1528–1529 wielu dzieł sztuki. Liczni mieszkańcy atakowali, częściowo z użyciem przemocy, wiele bazylejskich kościołów, aby zniszczyć umieszczone w nich obrazy i posągi. Wpływowy reformator Ulrich Zwingli odrzucał uwielbienie Boga w postaci obrazów jako bałwochwalstwo.
Według przekazów historycznych 9 lutego 1529 koło godziny 13 grupa 40 uzbrojonych mężczyzn wyruszyła z ruchliwego rynku w stronę katedry. Wkroczyli do kościoła, gdzie niewprawny członek bractwa trącił halabardą obraz ołtarzowy, który przewrócił się na podłogę i rozbił. Wówczas zbrojni opuścili katedrę aby sprowadzić posiłki. Księża zamknęli katedrę. Grupa wzmocniona do siły 200 mężczyzn zebrała się wśród zgiełku przed zamkniętymi wrotami katedry. W końcu wdarli się siłą do środka, zniszczyli w szale krucyfiksy, obrazy Marii i przedstawienia świętych. Zniszczony został również ołtarz. Przez dalszą część popołudnia atak na obrazy rozprzestrzeniał się na inne kościoły Bazylei.
Erazm z Rotterdamu tak oto opisał atak na obrazy w Bazylei w swoim liście z 9 maja 1529:
Ze stojących obrazów żaden nie pozostał nietknięty, ani w kościołach, ani w przedsionkach, ani w klasztorach. To, co pozostało z namalowanych obrazów, pomazano węglem; co nadawało się do spalenia, wrzucono na stosy; resztę rozbito w proch. Ani wartość ani sztuka niczego nie pomogły ocalić.
Cenny skarb katedry ocalał i został zachowany aż do podziału kantonu Bazylea.

#### Nowożytne przebudowy i renowacje
Aż do reformacji w 1529 budowla stanowiła rzymskokatolicki kościół katedralny. Sześćdziesiąt lat później usunięto ostatecznie z wnętrza wszelkie pozostałości zniszczonych przez obrazoburców ozdób i pokryto wewnętrzne ściany pobiałą.
W XVIII w. przeprowadzono pod kierunkiem Johanna Jakoba Fechtera w dwóch etapach renowację katedry, skoncentrowane wokół konserwacji istniejącego stanu. W XIX w. nastąpiły dwie duże restauracje, m.in. w latach 1852–1857 przeniesiono lektorium i zamknięto zachodnią kryptę (leżącą na przecięciu naw głównej i poprzecznej). W osi nawy głównej pod posadzką wykonano kanał wentylacyjno-ogrzewczy. W XX w. głównym celem prac renowacyjnych stało się wyeksponowanie późnoromańskich części budynku i cofnięcie niektórych zmian wprowadzonych w latach 50. XIX w. Ponadto w 1975 przywrócono dawny poziom podłogi katedry i udostępniono ponownie kryptę. Od 1985 prace renowacyjne skupiają się na pogarszającym się stanie kolorowego piaskowca elewacji strony katedry.

## Architektura zewnętrzna katedry

### Wieże św. Jerzego i św. Marcina oraz szczyt zachodni
Główna fasada, skierowana na zachód, flankowana jest przez dwie wieże: wieżę św. Jerzego (niem. Georgsturm) o wysokości 64,2 m oraz ukończoną w roku 1500 wieżę św. Marcina (niem. Martinsturm) o wysokości 62,7 m. Obydwie wieże nazwano na cześć świętych rycerzy: Jerzego i Marcina, którzy zostali także przedstawieni pod wieżami w odpowiednich scenach rycerskich. Posąg św. Marcina pochodzi z roku 1340; oryginał znajduje się dziś w Klingentalmuseum. Nad nim znajdują się zegary mechaniczny i słoneczny. Pod wieżą św. Jerzego znajduje się monumentalne przedstawienie (1372) rycerza Jerzego walczącego ze smokiem, przedstawionym w znacznym pomniejszeniu.
Katedra, która miała początkowo pięć wież, po silnym trzęsieniu ziemi w roku 1356 odbudowana została tylko z dwiema z nich. O starszej wieży Jerzego przypomina dolna jaśniejsza część, która ocalała w czasie kataklizmu. W 1500 zwieńczono wieżę św. Marcina bogato zdobioną fialą.
W południowej wieży między stromymi krętymi schodami znajduje się zegar wieżowy z roku 1883. Dzwony umieszczone są w szczycie pomiędzy wieżami. U podstawy wycofanego od linii elewacji szczytu z wielkim oknem poddasza znajduje się galeria, łącząca obie wieże. Z wież św. św. Jerzego i Marcina, na których ostatnie kondygnacje prowadzą po 242 stopnie, rozciąga się interesujący widok Bazylei oraz pasm górskich Schwarzwaldu i Jury.

### Główny portal
Przy głównym portalu między dwoma parami drzwi stoi niska kolumna, na której stała niegdyś figura Marii, zaś za nią filar podtrzymujący tympanon. Zostały one jednak zniszczone w okresie reformacji (→ Zniszczenie obrazów przez ikonoklastów) i kolumna obecnie niczego nie niesie, pole po tympanonie wypełniono przeszkleniem. Zachowały się natomiast archiwolty z przedstawieniami proroków, królów, róż, tańczących aniołów i Abrahama.
Rzeźby Henryka II i jego żony Kunegundy stoją na lewo od głównego portalu. Na prawo znajduje się przedstawienie księcia świata (szatana) kuszącego jedną z panien głupich. Podczas gdy panna się uśmiecha i rozchyla suknię, po plecach księcia świata wspinają się węże i ropuchy mające przypominać o złudnej wartości pokus doczesnych i piekle które grozi tym, którzy im ulegają. Przedstawienie to pochodzi z ok. 1280 r. Początkowo rzeźby znajdowały się w otwartej hali wejściowej między wieżami, obecny portal powstał dopiero po jej przebudowie na zamkniętą kruchtę po trzęsieniu ziemi w 1356 r. Rzeźby oraz elewacja katedry powstały z czerwonego piaskowca, sprowadzonego z doliny rzeki Wiese i z Degerfelden.

### Portal Gallusa i elewacja północna
Portal Gallusa powstały około 1180 jest najważniejszą rzeźbą romańską Szwajcarii i uchodzi za jedną z najstarszych rzeźb portalowych w rejonie niemieckojęzycznym. Nazwę swoją przejął od ołtarza, który wznosił się niegdyś w północnym ramieniu transeptu katedry. Portal, który na północnej fasadzie transeptu zawiera liczne przedstawienia postaci we wczesnym stylu romańskim, przypomina łuk triumfalny. Portal ten zachował się prawie w całości w oryginalnym stanie. Wokół drzwi z brązu z roku 1892 znajdują się przedstawienia czterech ewangelistów, panien mądrych i głupich oraz anioła i zmarłych przed Sądem Ostatecznym. W łuku króluje siedzący na tronie Chrystus jako łagodny, przyjazny ludziom sędzia świata. Postacie zostały ukazane z wieloma gestami i mimiką, co jest rzadkie wśród rzeźb romańskich. Badania historyków sztuki nie dają jednoznacznej odpowiedzi na pytanie, czy Portal Gallusa został zbudowany jako część zachodniej fasady, a w roku 1285 przeniesiono go na ścianę północną, gdzie został wmurowany jako istniejące do dziś wejście do transeptu, czy też wzniesiono go od razu na obecnym miejscu. Pierwsza możliwość wydaje się bardziej prawdopodobna.
Ponad portalem Gallusa znajduje się okno w formie rozety, które przedstawia monumentalne Koło fortuny. Wokół koła umieszczone są rzeźby symbolizujące zmienność ziemskiego szczęścia. Szprychy i piasty rozety wykonane były początkowo z drewna bukowego, ale w XIX wieku zastąpiono ten materiał piaskowcem.

### Chór i palatium
Elewacja położonego na północnym wschodzie chóru, w dolnej części romańska, jest bogata w rzeźbione detale. Zaliczają się do nich groteskowe postacie, chimery oraz słonie, które ówcześni kamieniarze mogli znać tylko z przekazów. Podstawa chóru otoczona jest rzędem blend. Chór bazylejskiej katedry skierowany jest na północny wschód, inaczej niż chóry większości innych budowli sakralnych. Katedra posiada wielobocznie zamknięte prezbiterium z obejściem i niską emporą nad nim i wysoką kondygnacją okien. Z boku tej ostatniej można rozpoznać kikuty bocznych wież chóru. Zawaliły się one podczas trzęsienia ziemi w roku 1356 i nigdy już ich nie odbudowano. Masywny system przyporowy katedry odciąża chór i pozostawia łukom szerokie światło prześwitu.
Część chóru leży na prawie na 20 m wyniesionym tarasie zwanym Palatium (niem. Pfalz), z którego rozciąga się wspaniały widok na Ren i Małą Bazyleę, a przy dobrej widoczności także na Wogezy. Między mostami Wettsteina i Środkowym (Mittlere Rheinbrücke) dodatkowo obie części miasta łączy prom katedralny (Münsterfähre). Przeprawa odbywa się łodzią „Leu“ (=lew) podczepioną do rozciągniętej nad Renem liny, z wykorzystaniem prądu rzeki. Po Renie kursuje pięć takich promów, z czego cztery w Bazylei, a jeden w Ellikon.

### Oryginały rzeźb
Wiele z rzeźb romańskich i gotyckich katedry bazylejskiej musiało ze względów konserwatorskich zostać zastąpionych kopiami. Oryginalne rzeźby można oglądać na wystawie w Museum Kleines Kingental (adres: Unterer Rheinweg 26, CH-4058 Basel). Pokazane tam są rzeźby z zachodniego portalu i wież katedralnych oraz romańskie rzeźby zwierząt i postaci z koła fortuny z elewacji katedry. W muzeum zgromadzono również elementy dawnego wyposażenia wnętrza – płytę ołtarza, rzeźby nagrobne i części cennych rzeźbionych w drewnie stall chórowych z 1375.

## Wnętrze i wyposażenie

### Układ przestrzenny wnętrza
Spokojne i jasne wnętrze trójnawowego kościoła mierzy 65 m długości i 32,5 m szerokości. Układ przestrzenny ukończonego w 1225 wnętrza nawy ma charakter romański, kościół zbudowany jest bowiem w systemie wiązanym. Nad nawami bocznymi znajdują się pseudoempory, otwarte do wnętrza tryforiami, nad nimi zaś stosunkowo nieduże okna (po dwa na każde przęsło nawy głównej). Co drugi z filarów wiązkowych jest masywniejszy, posiada bogatszy profil i występuje przed lico wewnętrzne ściany bocznej, niesie bowiem krzyżowo-żebrowe sklepienie nawy głównej. Sklepienia te zostały odbudowane po bazylejskim trzęsieniu ziemi. Podczas prac renowacyjnych odkryto, że na sklepieniu nawy głównej namalowano cykl malowideł o tematyce maryjnej. Pochodzi on prawdopodobnie z około 1400 roku i widoczny jest tylko w świetle nadfioletowym.
Nawy boczne są również przesklepione krzyżowo-żebrowo, jednak poszczególne pola sklepienia rozdzielone są gurtami z różnobarwnego piaskowca. Obszerne połączone ze sobą kaplice boczne sprawiają wrażenie dalszych naw i nadają korpusowi kościoła pozór wnętrza pięcionawowego.

### Krypta
Z boku chóru schodzi się do krypty, która zawiera groby bazylejskich biskupów od X do XIII wieku. Najstarszy sarkofag wykonano dla biskupa Rudolfa II, który zginął podczas najazdu Węgrów 20 lipca 917. Wcześniej w tym miejscu znajdował się ołtarz maryjny. Poza tym znajdują się tu płyty nagrobne innych osobistości.
Wcześniejsza krypta z wczesnoromańskiej budowli Henryka miała dwie kondygnacje. Po trzęsieniu ziemi w roku 1356 nowo zbudowana krypta jest trójnawową halą filarową. Malowidła na sklepieniu pochodzą z ok. 1400. W krypcie znajduje się ponadto lapidarium.

### Witraże, rzeźby i organy
Kolorowe witraże pochodzą w większości z XIX wieku. W gotyckiej części chóru znajdują się witraże w stylu neogotyckim. Wielkie okno chóru przedstawia czterech ewangelistów. Należy wspomnieć też o dwóch rozetach w ścianach szczytowych transeptu. Północna, wypełniająca okno, po którego stronie zewnętrznej znajduje się koło fortuny, przedstawia sceny chrztu Jezusa, południowa natomiast wpisaną w wykonaną z drewna gwiazdę Dawida postać Chrystusa jako sędziego.
W obrębie chóru znajduje się sarkofag królowej Gertrudy von Hohenberg i jej syna Karola. Królowa Gertrudy była pierwszą żoną króla Rudolfa Habsburga. Umarła w Bazylei w roku 1276. Jej szczątki złożono w 1770 w klasztorze St. Blasien; dziś spoczywa ona w Lavantal w Karyntii.

W południowej części nawy poprzecznej znajduje się kamienna chrzcielnica z roku 1465 oraz tron biskupi z roku 1380. W roku 1486 mistrz budowlany Hans z Nußdorf wyrzeźbił z pięciu bloków piaskowca kunsztownie zdobioną ambonę w stylu gotyckim.
Według dokumentu z roku 1303 w Bazylei znajdowały się najstarsze wzmiankowane organy Szwajcarii. Zostały wykonane przez Mistrza Raspo z Frankfurtu nad Menem, ale nie zachowały się do dziś, gdyż po bazylejskim trzęsieniu ziemi zostały zastąpione przez organy zawieszone na ścianie nawy. W latach 1529–1561 gra na organach była zakazana przez reformację, potem jednak znów ją wprowadzono. Obecne organy zostały poświęcone w Zielone Świątki 2003. Jako empora organowa służy dawne gotyckie lektorium z czerwonego piaskowca, które odnowiono przed wbudowaniem nowych organów. Organy, których architektoniczną formę zaprojektował Peter Märkli, składają się z dwóch symetrycznych prospektów, aby nie zasłaniać wielkiego okna zachodniego.

#### Epitafium Erazma z Rotterdamu
Erazm z Rotterdamu przebywał w Bazylei przez wiele lat, a zwłaszcza w latach 1514–1516, 1521–1529 i 1535–1536. Po pobycie podczas reformacji we Fryburgu Bryzgowijskim powrócił do Bazylei, gdzie zmarł w roku 1536 w wieku lat 70. Mimo że Erazm był duchownym katolickim, został pochowany w kościele protestanckim. Jego grób znajdował się pierwotnie przed lektorium w nawie środkowej.
Epitafium przeniesiono na obecne miejsce w XIX wieku, ale grób odkryto ponownie dopiero w roku 1974. Obecnie szczątki humanisty spoczywają u stóp epitafium.
Na epitafium nie ma wizerunku zmarłego, lecz zawiera ono na marmurowej tablicy złocony łaciński napis opowiadający o jego zasługach. W medalionie przedstawiony jest Terminus – rzymskie bóstwo opiekuńcze granic, symbolizujące tu kres życia.

## Krużganek
Po południowej stronie katedry znajduje się podwójny wirydarz otoczony krużgankami. Mały krużganek powstał między 1467 i końcem lat 80. XV w. W północno-zachodnim narożniku rzeźba św. Katarzyny z kołem zdobi zwornik. Wielki krużganek zbudowano w latach 1429–1462 w stylu późnogotyckim w miejscu wcześniej istniejącego romańskiego. Między oboma krużgankami znajduje się otwarta hala przykryta drewnianym stropem, niegdyś polichromowanym. Nad nią mieści się niedostępna dla zwiedzających sala katedralna. Hala służyła biskupowi jako miejsce wygłaszania mieszczanom obwieszczeń oraz jako sala sądowa, dlatego też stoi tam tron biskupi.
W Wielkim krużganku wielkie gotyckie okna maswerkowe rozjaśniają zachodnie skrzydło sklepienia pokrytego siecią żeber i kolorowych zworników. Wielki krużganek uchodzi za najelegantszy i najbogaciej zdobiony w całej Szwajcarii ze znakomitymi przykładami późnogotyckiej sztuki kamieniarskiej. Po reformacji i opuszczeniu Bazylei przez kler katedralny wykorzystywano krużganki jako miejsce pochówków mieszczan. Ściany pokryte są licznymi artystycznie opracowanymi płytami nagrobnymi. Poniżej znajdują się groby wielu znaczących mieszkańców Bazylei, m.in. humanisty Tomasza Plattera (1499–1582), burmistrza Rudolfa Wettsteina (1594–1666), matematyka Jakuba Bernoulliego (1654–1705) i filozofa Isaaka Iselina (1728–1782).
Do krużganka przylega kaplica pod wezwaniem św. Mikołaja z lat 1270–1400 z zachowanym XV-wiecznym pokryciem dachu i stallami z tegoż okresu.

## Użytkowanie
Prócz atrakcji turystycznej katedra jest głównym kościołem bazylejskiej parafii ewanglickiej. W katedrze odbywają się regularne nabożeństwa i koncerty muzyki kościelnej. Przez cały rok grają tu: Bazylejski Chór Katedralny (Basel Münsterkantorei), Bazylejski Związek Śpiewaczy (Basler Gesangverein) i kościelni organiści. Od czasu rozdziału państwa i Kościoła, Kościół ewangelicki jest jedynym właścicielem budynku; mimo to kanton Bazylea-Miasto ponosi 3/4 kosztów utrzymania.
W południowym skrzydle transeptu znajduje się kaplica, przeznaczona na indywidualne modlitwy.

## Plac Katedralny
Leżący przed katedrą plac Katedralny (Münsterplatz) otoczony jest rzędem domów mieszczańskich (dawnych kanoników) ze szlachetnymi fasadami barokowymi. Poza tym wokół placu znajduje się wiele późnośredniowiecznych domów rzemieślników. W jednym z tych domów od 1986 znajduje się Fundacja Paula Sachsera (Paul-Sachser-Stiftung) z największą na świecie prywatną kolekcją oryginalnych partytur i dzieł współczesnych kompozytorów. Oprócz archiwizacji fundacja prowadzi i publikuje własne projekty muzyczne. Naprzeciwko zachodniej fasady katedry stoi Gimnazjum przy placu Katedralnym (Gymnasium am Münsterplatz) w najstarszym zachowanym domu w Bazylei. Tutaj w starszych klasach w drugiej połowie XIX wieku nauczali Jacob Burckhardt i Friedrich Nietzsche. W jednym z gotyckich budynków przy placu mieści się ponadto seminarium etnologiczne.
Każdego lata na placu działa kino na wolnym powietrzu. Co roku na przełomie października i listopada odbywają się targi jesienne (Basler Herbstmäss) – jest to 16-dniowy kiermasz o 500-letniej tradycji, który rozciąga się na place w całej Bazylei.